# Lidah Tanah
Lidah Tanah is een bestuurslaag in het regentschap Serdang Bedagai van de provincie Noord-Sumatra, Indonesië. Lidah Tanah telt 3923 inwoners (volkstelling 2010).